# Shamrock Rovers FC
Shamrock Rovers FC je klub irské první ligy, sídlící v Dublinu. Shamrock Rovers patří k předním klubům Irska. Hřištěm klubu je stadion s názvem Stadion Tallaght s kapacitou 10 500 diváků.